# Comarca del Nord-oest
La comarca del Nord-oest és una comarca espanyola de la Regió de Múrcia, que comprèn els municipis de Caravaca de la Cruz, Cehegín, Bulles, Calasparra i Moratalla. Té una extensió de 237.338 ha i limita amb Andalusia i Castella-La Manxa.
A la seva economia destaca el turisme religiós i rural i la producció de cereals, olives i albercocs.

## Geografia
| \| Municipi \| Població \| Extensió \| Densitat \| \| Bulles \| 11.714 \| 82,2 \| 146,73 \| \| Calasparra \| 10.268 \| 184,9 \| 56,93 \| \| Caravaca de la Cruz \| 25.591 \| 858,76 \| 230,6 \| \| Cehegín \| 15.321 \| 292,7 \| 54,51 \| \| Moratalla \| 8.145 \| 954,82 \| 8,61 \| \| Total \| 70.499 \| 2.373,38 \| 29,70 \| |          |          |          |
| Municipi | Població | Extensió | Densitat |
| Bulles | 11.714   | 82,2     | 146,73   |
| Calasparra | 10.268   | 184,9    | 56,93    |
| Caravaca de la Cruz | 25.591   | 858,76   | 230,6    |
| Cehegín | 15.321   | 292,7    | 54,51    |
| Moratalla | 8.145    | 954,82   | 8,61     |
| Total | 70.499   | 2.373,38 | 29,70    |

Geogràficament i geològica es diferencia de la resta de la regió, perquè pertany encara a la serra del Segura, com els municipis del sud-oest de la província d'Albacete; és més muntanyosa i menys seca, i a les zones més altes (Revolcadores, 2.015 m) la neu és habitual a l'hivern.

## Demografia

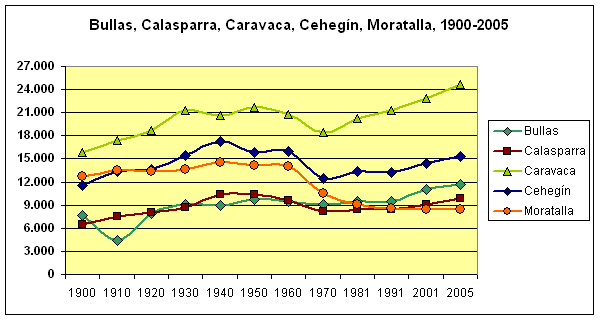
Comparació de les evolucions demogràfiques

La comarca va viure amb diversa intensitat la crisi demogràfica dels anys quaranta i seixanta del segle passat; en menor grau en el cas de la capital comarcal i de Bulles, més propera a la capital regional.
La tendència actual és, en general, de creixement.